# Ernst-August-Schleuse
Die Ernst-August-Schleuse ist eine Schleuse in Hamburg. Sie verbindet in ihrer heutigen Form den Spreehafen mit dem Ernst-August-Kanal am Klütjenfelder Hauptdeich und ist Teil des Hochwasserschutzsystems der Elbinsel Wilhelmsburg.

## Lage
Die Schleuse markiert den Beginn des Klütjenfelder Hauptdeiches zwischen dem Spreehafen (Potsdamer Ufer) und dem Ernst-August-Kanal etwa 150 Meter südöstlich der Spreehafenbrücke. Quer durch die Schleusenkammer verläuft die Grenze zwischen den Stadtteilen Kleiner Grasbrook und Wilhelmsburg. Der Deichkörper besteht aus einem Sandkern mit Kleiabdeckung und gab bei Grabungsarbeiten im Zuge des Schleusenbaus Reste einer historischen Kaimauer sowie Straßenbahnschienen preis. Die Schleuse ist von den St. Pauli-Landungsbrücken aus durch den Alten Elbtunnel und anschließend mit der HVV-Buslinie 156 oder mit der HADAG-Fährlinie 73 (Haltestelle bzw. Bootsanleger Ernst-August-Schleuse) zu erreichen.

## Geschichte

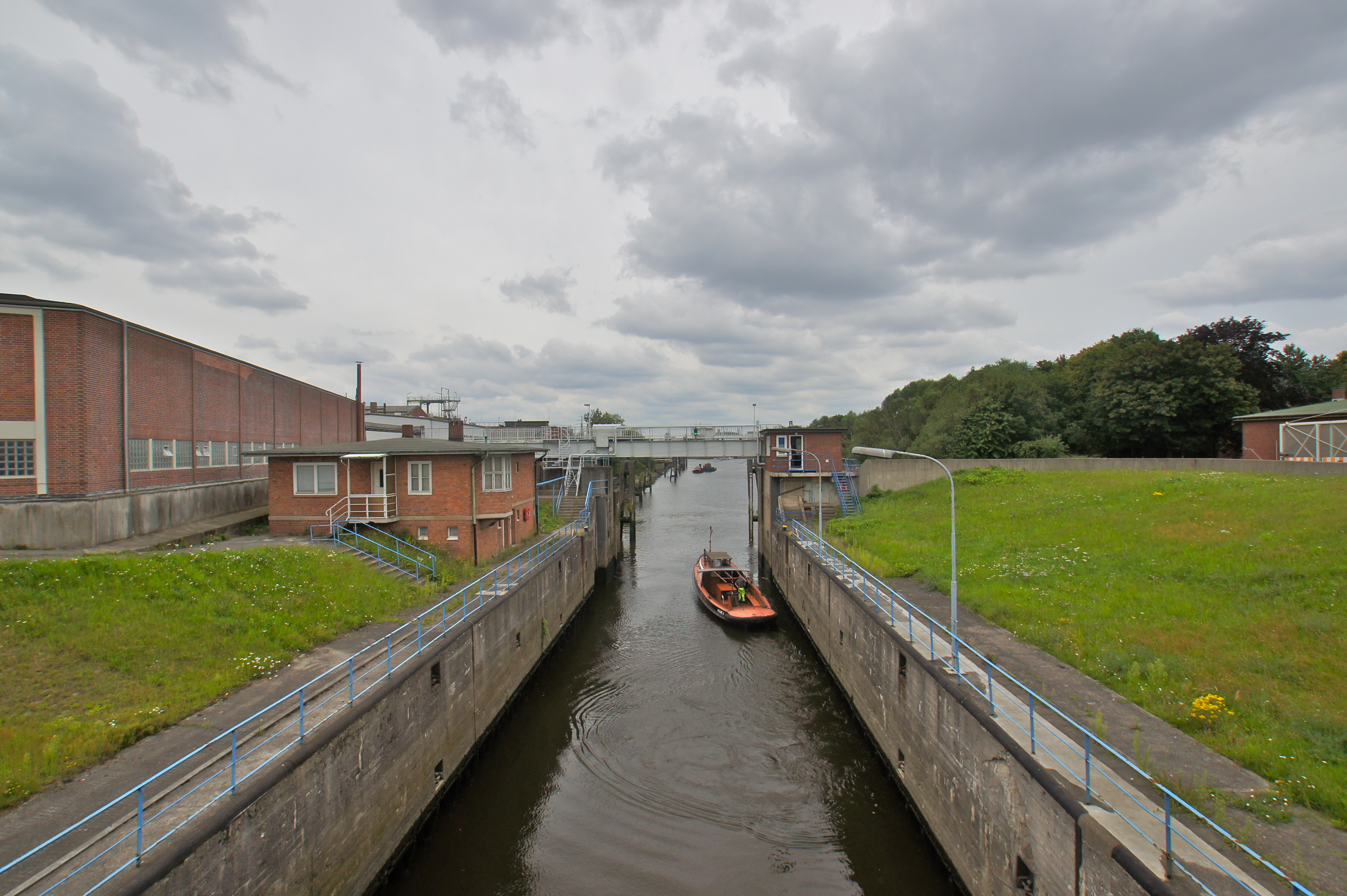
Die alte Schleuse im Jahr 2011

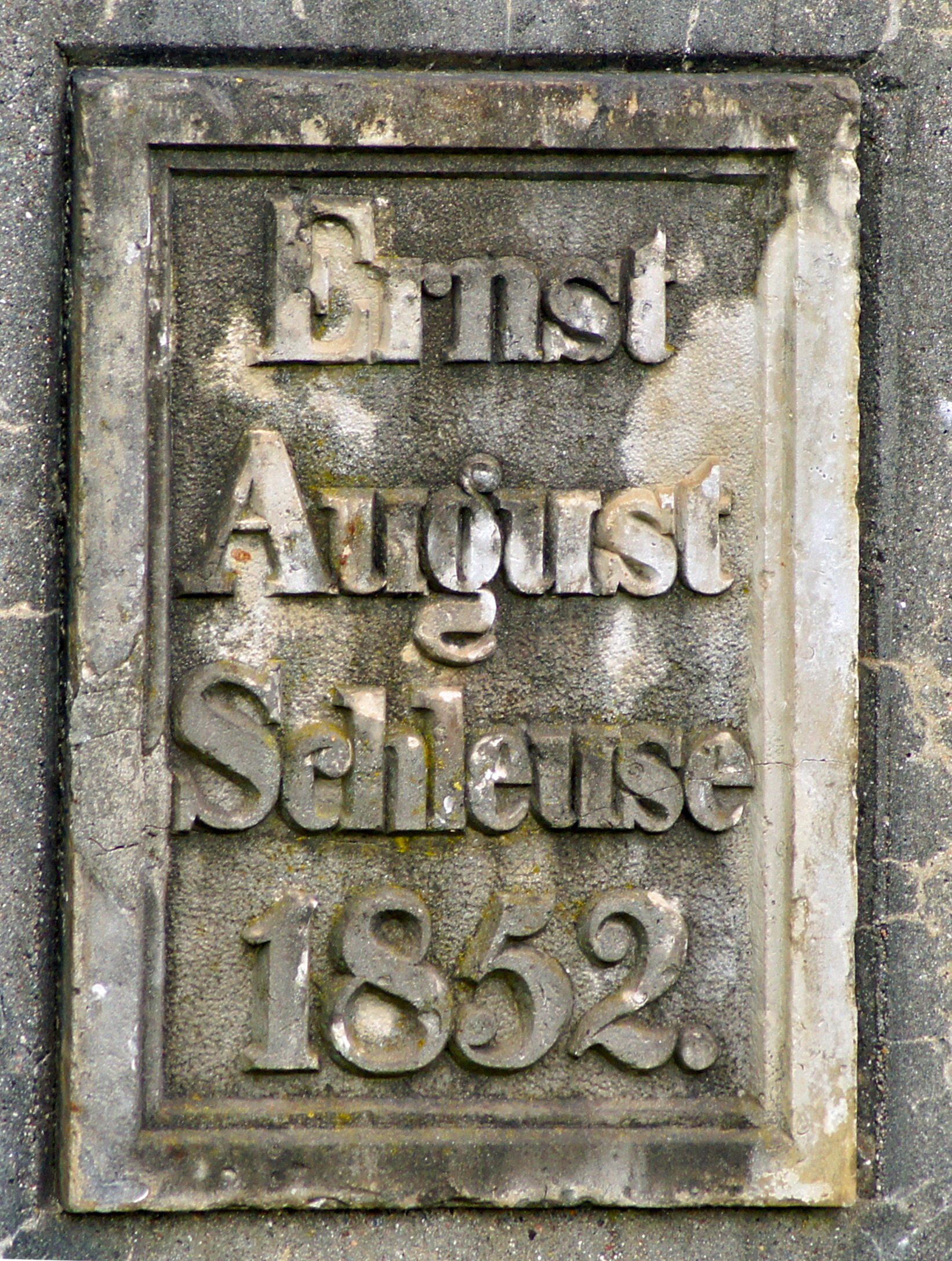
Tafel am alten Bauwerk

Die Schleuse wurde zusammen mit dem gleichnamigen Kanal 1852, anderen Angaben zufolge 1861, unter Georg V. im damaligen Königreich Hannover fertiggestellt und nach dem Kronprinzen Ernst August II. benannt. Das ursprüngliche Bauwerk in Laufrichtung des Kanals (53° 31′ 21″ N, 9° 58′ 56″ O) schuf eine direkte Verbindung zwischen der schmalen Wasserstraße und dem Reiherstieg und verfügte über zwei Paar Ebbe- und Fluttüren. Im Zuge einer Kanalverbreiterung wurde es 1925 zu einer Stauschleuse um- und ausgebaut.
Von der Sturmflut 1962 überströmt, mussten in den darauffolgenden Jahren die Häupter und Tore erhöht werden. Danach blieb die Ernst-August-Schleuse jahrzehntelang weitgehend unverändert. 
Auf der Grundlage höherer Bemessungswasserstände wurde ab 2004 nach Möglichkeiten gesucht, das Bauwerk an die neuen Anforderungen anzupassen. Weil die 80 Jahre alte Bausubstanz laut Hamburg Port Authority (HPA) nicht mehr lange zu halten gewesen wäre, musste die ursprüngliche Idee, die Schleuse von 7,8 an die neue Deichhöhe von 8,1 m ü. NHN anzupassen, verworfen werden. Da eine Renovierung zu teuer gekommen wäre, wurde ein vollständiger Neubau beschlossen.
Die neue Schleuse wurde um rund 100 Meter ostwärts verlegt und um 60 Grad gedreht, sodass ein Durchstich zwischen Ernst-August-Kanal und Spreehafen nötig war. Der erste Spatenstich erfolgte im April 2009, das Richtfest fand im Januar 2011 statt. Schleusenbrücke und Betriebsgebäude wurden noch im ersten Quartal des Jahres fertiggestellt, das Gesamtbauwerk schließlich im Herbst. Die Baukosten in Höhe von 26 Millionen Euro wurden aus dem städtischen Hochwasserschutzprogramm finanziert. Mit Fertigstellung der Schleuse galt die letzte „Schwachstelle“ im Wilhelmsburger Hochwasserschutz als beseitigt. Nach ersten Probeschleusungen wurde die neue Ernst-August-Schleuse am 26. Oktober 2011 durch Umwelt- und Energie-Staatsrat Holger Lange feierlich eröffnet. Zwischen November 2011 und Juli 2012 wurde das nun nicht mehr benötigte alte Bauwerk schrittweise zurückgebaut.

## Baubeschreibung
Die Schleusensohle besteht aus Beton, die Schleusenkammer ist etwa 48 Meter lang und zehn Meter breit. Die beiden Hubtore wiegen je 50 Tonnen, ebenso die schräg über die Kammer verlaufende, öffentliche Stahlbrücke.
Besondere Aufmerksamkeit erfuhr seit dem Schleusenneubau das von einem Hamburger Architekturbüro entworfene, moderne Betriebsgebäude, das der Form eines Schiffes nachempfunden ist. Aufgrund der Bodenbeschaffenheit musste das zweistöckige Gebäude tief gegründet werden. Die Tragkonstruktion besteht aus Mauerwerk mit einer Zwischendecke aus Stahlbeton. Die Glasfassade im Obergeschoss ist als selbsttragende wärmegedämmte Riegelkonstruktion ausgeführt. In den Außenwänden des Erdgeschosses wurden Konsolen integriert, auf denen Fassadenplatten aus gekanteten Aluminiumblechen befestigt sind, die dem Bauwerk sein modernes architektonisches Erscheinungsbild verleihen. Die Blechpaneele mit einer Oberfläche von 290 Quadratmetern sind pulverbeschichtet. Im Gebäudeinneren befinden sich ein Steuerstand, ein Hausanschlussraum, Nassräume, jeweils ein Raum für die Antriebs- und Elektrotechnik sowie eine Werkstatt.
Der Architekten- und Ingenieurverein Hamburg zeichnete das Betriebsgebäude als Bauwerk des Jahres 2012 aus:

„Die konsequente Detaillierung, eine sensible Materialauswahl, die gelungene Einbettung des Gebäudes in die Umgebung und der auf Planer- und Bauherrenseite umgesetzte Wille, sich ganz besonders für dieses Gebäude zu engagieren, machen den Neubau des Betriebsgebäudes der Ernst-August-Schleuse zum Bauwerkes Jahres 2012.“

## Betrieb

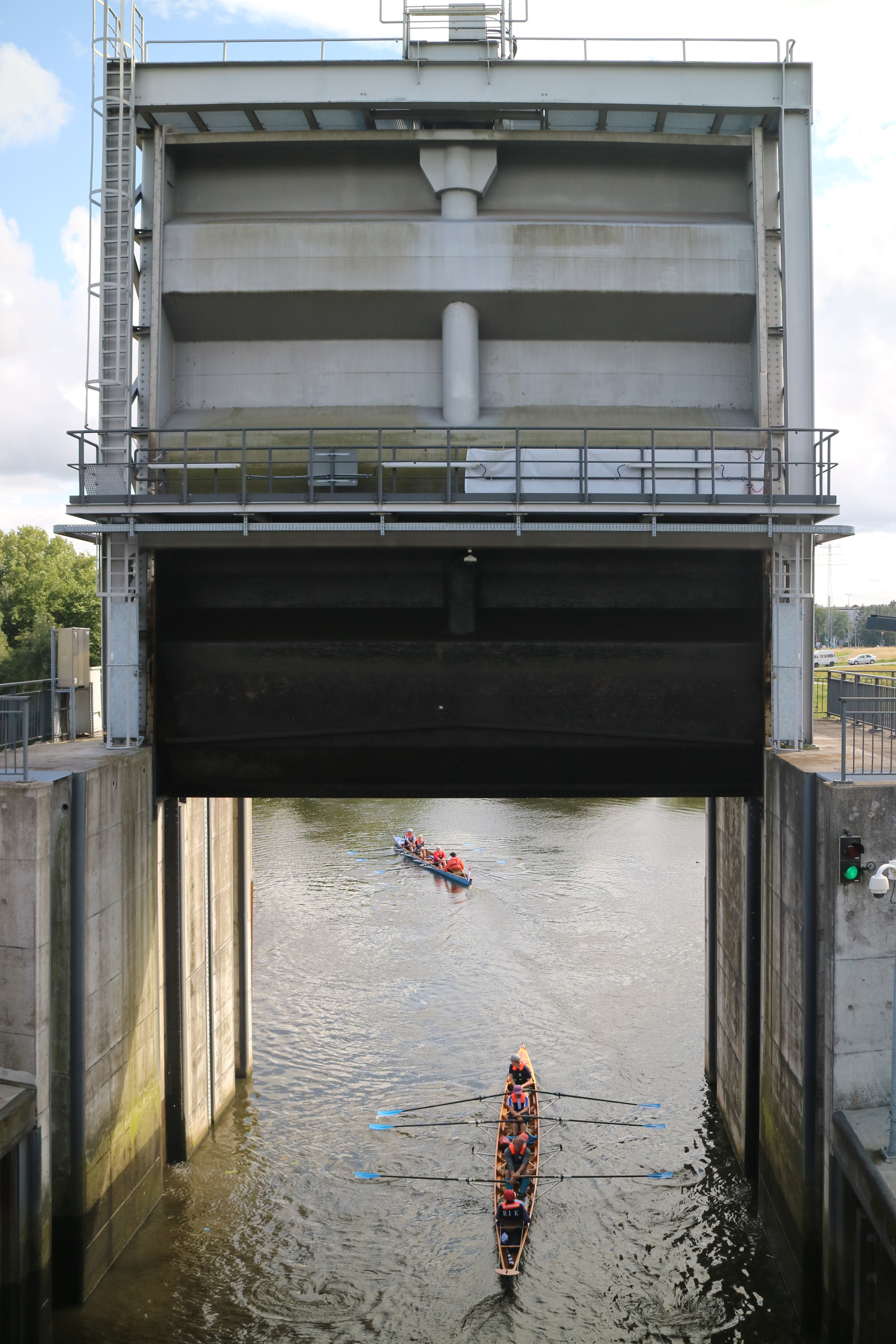
Ruderer beim Passieren des oberen Schleusentors

Neben dem Hochwasserschutz und dem Tidenhubausgleich zwischen den Hafenbecken und dem Wilhelmsburger Kanalsystem dient die Ernst-August-Schleuse vor allem der Durchfahrt von Freizeit- und Sportbooten. Wasserspiegelausgleich und Sielfunktion erfolgen durch die Öffnung der beiden Tore, die mittels Hydraulikzylinder angehoben und von der HPA-Leitzentrale Kattwyk aus ferngesteuert werden. Die Schleuse ist täglich durchgehend in Betrieb, Schleusungen für die Sportschifffahrt erfolgen in Richtung Elbe zu jeder vollen und in Richtung Ernst-August-Kanal zu jeder halben Stunde. Bei Niedrigwasser ist die Schleuse ab einem Wasserpegel von 2 m unter NHN, bei Hochwasser ab einem Pegel von 3,5 m ü. NHN gesperrt, der maximale Höhenunterschied zwischen Elbe und Kanal darf im Schleusenbetrieb 3,75 Meter betragen. Im Spreehafen besteht ein Dalbenliegeplatz für wartende Boote, im Vorhafenbereich des Kanals ein Anlegesteg sowie ein weiterer Dalbenliegeplatz.
Im Rahmen der IBA Hamburg und im Vorfeld der Internationalen Gartenschau 2013 sorgte der Neubau der Schleuse für Kritik an der HPA. Aufgrund der im Vergleich zum alten Bauwerk reduzierten Dimension mussten einige Barkassenunternehmen ihre Bootsfahrten nach Wilhelmsburg einstellen. Zudem beklagten viele Benutzer die langen Schleusungszeiten, die anfangs 25 Minuten, bei großem Pegelunterschied bis zu einer Stunde betrugen. Die HPA begründete die langsamen Toröffnungen mit dem Schutz von Schiffen vor Verwirbelungen bzw. kleinerer Ruderboote vor zu starkem Wellengang in der Schleusenkammer. Nach Beendigung der Probezeit wurde der Zeitbedarf für den Wasserspiegelausgleich deutlich reduziert.